# Lohmannia regalis
Lohmannia regalis är en kvalsterart som beskrevs av Berlese 1923. Lohmannia regalis ingår i släktet Lohmannia och familjen Lohmanniidae. Inga underarter finns listade i Catalogue of Life.